# SS-Heimwehr Danzig
SS-Heimwehr Danzig – niemiecka formacja wojskowa Waffen-SS działająca w latach 1939–1940.

## Historia
Podczas wizytacji w czerwcu 1939 Wolnego Miasta Gdańska Reichsführer-SS Heinrich Himmler w czasie spotkania z Albertem Forsterem uznał, że miejscowe siły SS są za słabe i należy je wzmocnić. Wkrótce Senat Wolnego Miasta Gdańska za wiedzą władz III Rzeszy przegłosował wniosek o zorganizowaniu gdańskiej jednostki wojskowej pod pretekstem utworzenia własnych sił obronnych.
W rezultacie drogą morską w cywilnych ubraniach został przerzucony nielegalnie do Gdańska III batalion 4 Pułku SS Totenkopf, który stał się podstawą gdańskiej SS-Heimwehr. Wzmocniono go około 500 ochotnikami z Gdańska, pododdziałem przeciwpancernym (Panzerabwehr Lehrsturm der SS-Totenkopfstandarten) z Prettin w Saksonii oraz dywizjonem artylerii przeciwlotniczej z Prus Wschodnich. 18 sierpnia 1939 SS-Heimwehr Danzig była gotowa do działania. Tego dnia nastąpiło uroczyste wręczenie sztandaru, a następnie oficjalna defilada ulicami miasta. Od nazwiska dowódcy, SS-Obersturmbannführera Hansa-Friedemanna Götzego, był także zwany Batalionem „Götze”. SS-Heimwehr Danzig weszła w skład tzw. Brygady Ochotniczej gen. Friedricha Eberhardta (Grupa, Brygada Eberhardta). Posiadał znaczne walory bojowe ze względu na pełne zmotoryzowanie oraz dobre wyposażenie w broń ciężką i środki techniczne.

## Dowództwo i skład
- dowódca – Obersturmbannführer Hans-Friedemann Götze
- 1. Kompania – dowódca Hauptsturmführer Karl Thier
- 2. Kompania – dowódca Obersturmführer Willy Bredemeier
- 3. Kompania – dowódca Hauptsturmführer Georg Braun
- 4. Kompania – dowódca Hauptsturmführer Erich Urbanitz
- 5. Kompania – dowódca Hauptsturmführer Otto Baier
- 13. Kompania dział piechoty – dowódca Hauptsturmführer Walter Schulz
- 14. Kompania przeciwpancerna – dowódca Hauptsturmführer Josef Steiner
- 15. Kompania przeciwpancerna – dowódca Obersturmführer Otto Leiner
- dywizjon przeciwlotniczy
- służby i tabory

## Działania bojowe

### II wojna światowa
SS-Heimwehr Danzig liczył w sumie ok. 1550 żołnierzy w dniu wybuchu wojny. Przeznaczenie bojowe jakie otrzymał polegało w głównej mierze na ataki z terytorium Wolnego Miasta Gdańsk na pozycje polskie. Oddział SS-Heimwehr Danzig uczestniczył też w zadaniach na potrzeby dokumentacji propagandowej.
Już część pododdziałów uczestniczyło 1 września 1939 w ataku na budynek Poczty Polskiej w Gdańsku. W późniejszych dniach brał udział w dwóch nieudanych atakach na polską placówkę na Westerplatte (1–2 i 4–5 września), ponosząc znaczne straty.
Jednakże głównie działanie bojowe skupiło jednostkę na Gdynię. 1 września od strony Sopotu zaczęła atakować tzw. Brygada Eberhardta, utworzona właśnie m.in. z oddziału SS-Heimwehr Danzig oraz dwóch pułków policji WMG przekształconych w piechotę. W drugim tygodniu walka grupy była wciąż kontynuowana na przedpolu portu w Gdyni, Orłowie i Kolibkach. Dalej jednostka brała udział w walkach o Kępę Oksywską w okolicach Kazimierza. 
Inna część jednostek SS-Heimwehr Danzig także w pierwszych godzinach wojny walczyła o zdobycie mostów w Tczewie i zajęcie miasta.
Po zakończeniu działań jednostka została podporządkowana Dywizji Pancernej Kempf. W październiku 1939 weszła w skład nowo powstałej 3 Dywizji Pancernej SS Totenkopf.
W okresie od października 1939 do kwietnia 1940 roku grupa 12 członków SS Heimwehr Danzig pod dowództwem SS-Obersturmführera Wilhelma Fasta brała udział w masowych mordach polskiej inteligencji w Lesie Szpęgawskim pod Starogardem Gdańskim.